# Nevin William Hayes
Nevin William Hayes OCarm (* 17. Februar 1922 in Chicago; † 12. Juli 1988 ebenda) war ein US-amerikanischer römisch-katholischer Ordensgeistlicher und Weihbischof in Chicago.

## Leben
Nevin William Hayes trat der Ordensgemeinschaft der Karmeliten bei und empfing am 8. Juni 1946 durch den Weihbischof in Chicago, William David O’Brien, das Sakrament der Priesterweihe.
Am 10. Januar 1959 bestellte ihn Papst Johannes XXIII. zum ersten Prälaten von Sicuani. Papst Paul VI. ernannte ihn am 5. Mai 1965 zudem zum Titularbischof von Nova Sinna. Der Weihbischof in Chicago, Cletus Francis O’Donnell, spendete ihm am 5. August desselben Jahres die Bischofsweihe; Mitkonsekratoren waren der Bischof von Worcester, Bernard Joseph Flanagan, und der Bischof von Greensburg, William Graham Connare. Nevin William Hayes wählte den Wahlspruch Iugum Christi servo. Er nahm an allen vier Sitzungsperioden des Zweiten Vatikanischen Konzils teil. Am 7. November 1970 trat Hayes als Prälat von Sicuani zurück.
Papst Paul VI. ernannte ihn am 2. Februar 1971 zum Weihbischof in Chicago. Als Weihbischof war Nevin William Hayes zudem Pfarrer der Pfarreien St. Mary of the Lake (1971–1974) und St. Philip Neri (1974–1979). Danach war er als Bischofsvikar für die Hispanics (1979–1983), für das Vikariat IV (1983–1986) sowie für die Ruhestandsgeistlichen (1982–1988) tätig.
Sein Grab befindet sich auf dem Mount Carmel Catholic Cemetery in Hillside.